# In einer besseren Welt
In einer besseren Welt (dänisch Hævnen ‚Die Rache‘) ist ein oscar-prämiertes dänisches Filmdrama der Regisseurin Susanne Bier. Es startete in Dänemark am 26. August 2010 und erspielte, bei einem Budget von 5,4 Mio. US-Dollar, weltweite Einnahmen von 9,6 Mio. US-Dollar, davon 4,9 Mio. US-Dollar in Dänemark. Nach dem deutschen Kinostart am 17. März 2011 erschien am 2. September 2011 die DVD.

## Handlung
Zentrale Figur des Films ist der aus Schweden stammende Arzt Anton, der in einem sudanesischen Flüchtlingslager arbeitet und dort bei den Kindern sehr beliebt ist. Per Skype hält er Kontakt zu seinem zwölfjährigen Sohn Elias, der in der Schule gemobbt und als „Rattengesicht“ bezeichnet wird. Von Marianne, der Mutter des Sohns, lebt Anton getrennt. Das bedauert er, als er auf einem Heimaturlaub merkt, wie sehr Elias darunter leidet. Elias findet in Christian, der mit seinem kürzlich verwitweten Vater aus London zugezogen ist, einen Freund. Auch der hat ein Problem und ist zu seinem Vater verschlossen und aggressiv. Wie sich später für die Zuschauer und auch den Vater erschließt, hält er diesen für einen Lügner, weil er Christian immer wieder sagte, die Mutter werde ihre Krebserkrankung überleben, und er glaubt, dass sein Vater nach ihrem Tod die Trauer nur heuchle, weil er am Ende das Sterben der Mutter wollte. Als Christian beobachtet, wie der Anführer der Mobber-Clique Elias in die Schultoilette folgt, überfällt er den Jungen, schlägt ihn mit der Fahrradpumpe zusammen und presst ihm mit an die Kehle gehaltenem Messer das Versprechen ab, Elias in Ruhe zu lassen. Der Polizei gegenüber bestreiten Christian und Elias, dass ein Messer benutzt wurde. Christian schenkt das Messer Elias als Symbol ihrer Freundschaft.
Elias hat einen kleinen Bruder, der sich auf einem Spielplatz mit einem anderen Jungen streitet. Anton bringt die beiden auseinander, wird dann aber von Lars, dem Vater des anderen Jungen, angegriffen und geohrfeigt, weil er dessen Kind angefasst hat. Elias und Christian können nicht verstehen, dass Anton sich das hat gefallen lassen. Darum sucht Anton mit den Kindern Lars auf und stellt ihn zur Rede, wobei er jedoch erneut Ohrfeigen kassiert. Anton versucht den Jungen klarzumachen, dass Lars der moralische Verlierer dieser Auseinandersetzung ist. Das kann vor allem Christian nicht akzeptieren, dessen Hass auf den eigenen Vater in Lars ein geeignetes Ersatzobjekt findet. Als er in der Werkstatt des Großvaters alte Feuerwerkskörper findet, plant er, aus Rache zusammen mit Elias eine Bombe zu bauen und Lars’ Auto in die Luft zu sprengen. Dies bringt Elias in einen so schweren moralischen Konflikt, dass die Freundschaft zu Christian beinahe daran zerbricht. Erst als sein Versuch scheitert, beim Vater Hilfe zu finden, der wieder in Darfur ist, entschließt er sich doch noch zum Mitmachen. Seine Bedenken, keine Menschen zu gefährden, scheinen ausgeräumt, weil am frühen Sonntagmorgen noch niemand auf der Straße sei.
Anton muss mehrfach das Leben junger Frauen retten, die schwanger waren und denen Big Man, ein sadistischer Warlord, das Kind aus dem Leib geschnitten hat. Als nun dieser Unmensch mit einer schweren und bereits von Maden wimmelnden Beinwunde seine Hilfe braucht, verweist Anton zunächst einmal alle Bewaffneten und Autos aus dem Lager. Dann versorgt er die Wunde von Big Man, obgleich seine Mitarbeiter die Hilfe verweigern. Als der Verwundete wieder auf Krücken gehen kann, trägt er Anton seine Freundschaft an, äußert sich aber zynisch über eine soeben gestorbene junge Patientin. Daraufhin verjagt Anton ihn aus dem Lager und greift nicht ein, als er merkt, dass Big Man von aufgebrachten Opfern gelyncht wird.
Christian bringt wie geplant seine Bombe unter Lars’ Van an und zündet die Zündschnur. Doch als Elias zwei Joggerinnen bemerkt, verlässt er die Deckung, um sie zu warnen, und wird von der mächtigen Explosion selbst schwer verletzt. Die Polizei ermittelt gegen Christian, stuft den Fall aber letztlich als Vandalismus ein, als sie keine Hintermänner findet. Christian will Elias im Krankenhaus besuchen, wird aber von Elias’ Mutter Marianne wütend als verwöhntes Bürschchen und psychopathischer Mörder zurückgewiesen. Christian hält Elias daraufhin für tot und beschließt, seinem Leben ein Ende zu machen. Er steigt auf den hohen Silo, auf den er schon mehrfach mit Elias geklettert ist. Als Anton erfährt, dass Christian vermisst wird, ahnt er, wo der Junge ist, weil Elias ihm gegenüber die Ausflüge zum Silo erwähnt hatte. Er kann Christian vor dem Suizid retten und klarstellen, dass Elias lebt und wieder gesund werden wird. Jetzt kann er auch mit ihm auf eine Art über den Tod der Mutter sprechen, die Christian innerlich löst und es ihm ermöglicht, sich von seinem Vater umarmen zu lassen.

## Kritik
In einer besseren Welt erhielt ein gutes Presseecho, was sich auch in den Auswertungen US-amerikanischer Aggregatoren widerspiegelt. So erfasst Rotten Tomatoes überwiegend positive Besprechungen und ordnet den Film dementsprechend als „Verbrieft Frisch“ ein. Laut Metacritic fallen die Bewertungen im Mittel „Grundsätzlich Wohlwollend“ aus. Es folgen einige repräsentative Pressestimmen:

„Dramaet er opbygget i flere lag – båret af fint tegnede personlige tragedier og pletfrie præstationer.“

„Ein vielschichtiges Drama, welches durch seine fein gezeichneten persönlichen Tragödien und eine makellose Performance getragen wird.“

Hævnen er et studie i disse indbyrdes dramatisk forbundne figurers forskellige reaktioner på tab og overgreb.

„Der Film ist eine Studie über die dramatischen Zusammenhänge zwischen den Charakteren und deren unterschiedlichen Reaktionen auf Verlust und Missbrauch.“

„Erzählerisch ist In einer besseren Welt mitunter stark fordernd, aber auf solch einem inszenatorisch hohen Niveau, dass es für Cineasten eine Wonne sein kann. Und Bier weiß natürlich auch mit den Bildern umzugehen, was dem Film sinnliche und zuweilen poetische Züge verleiht.“

„Spannendes Melodram, hinter dem sich eine raffinierte diskursive Versuchsanordnung zum Thema Rache offenbart, die in einer Folge sich zuspitzender Szenen die Argumente abwägt. Vorzüglich gespielt, aktualisiert der Film einen ethischen Grundkonflikt auf mitreißende Weise.“

## Auszeichnungen
- Oscar als Bester fremdsprachiger Film bei der Oscarverleihung 2011
- Golden Globe Award als Bester fremdsprachiger Film bei der Golden-Globe-Verleihung 2011
- Auszeichnung beim dänischen Filmpreis Bodil für Trine Dyrholm als Beste Hauptdarstellerin sowie drei weitere Nominierungen (Bester dänischer Film, Bester Hauptdarsteller, Bester Nebendarsteller)
- Auszeichnung beim dänischen Filmpreis Robert für Trine Dyholm als Beste Hauptdarstellerin sowie sechs weitere Nominierungen (Beste Regie, Bester Hauptdarsteller, Bestes Drehbuch, Bestes Sounddesign, Bestes Maskenbild, Beste Spezialeffekte)
- Nominierungen bei den Zulu Awards für Dyrholm als Beste dänische Schauspielerin und für Nielsen als Bester dänischer Schauspieler
- Europäischer Filmpreis 2011 in der Kategorie Beste Regie, drei Nominierungen (Bester europäischer Film, Bester Darsteller (Mikael Persbrandt), Bestes Drehbuch) sowie Nominierung für den Publikumspreis
- Nominierung beim italienischen Filmpreis David di Donatello als Bester europäischer Film